# スパルトイ
スパルトイ（古希: Σπαρτοί, Spartoi）は、ギリシア神話にあらわれる戦士である。「蒔かれた者」を意味する。カドモスの竜退治の伝説によると、テーバイ人達の祖先は大地に蒔かれた竜の歯から誕生した。この歯から生まれた男達、もしくはその子孫であるテーバイ人達をスパルトイと呼ぶ。スパルトイの子孫にはリュコス、ゼートスなど数人のテーバイ王がいる。
フィクション作品に登場する際にはスケルトンのような骸骨戦士として表現されることがあるが、これは特撮映画『アルゴ探検隊の大冒険』（ギリシア神話を題材としており、竜の歯から生まれた骸骨戦士が登場する）の影響であり、竜牙兵（ドラゴン・トゥース・ウォリアー）と呼ばれる。

## カドモスの竜退治
テーバイ人の始祖カドモスが牡牛をアテーナー女神に捧げる為、家来数名をアレースの泉に水をくませに行った。しかし竜（一説にはこの竜はアレースの子であると言われている）が泉を守っていた為派遣された家来たちの大部分がこの竜に殺された。これに怒ったカドモスはこの竜を退治する。
後にアテーナー女神に、退治した竜の歯を大地に蒔く事を勧められる。勧めに従い歯を大地に蒔いたところ、地中から武装した男達が現われた。彼らはふとした拍子（カドモスが中央に石を投げ入れたとする説がある）に殺し合いを始め、5人だけが生き残った。5人の名はエキーオーン、ウーダイオス、クトニオス、ヒュペレーノール、ペローロスであり、カドモスはこの生き残った者達を従者に加えた。